# Motorpapieren-arrest
Het Motorpapieren-arrest is een arrest van de Nederlandse Hoge Raad (HR 22 november 1949), NJ 1950/180)dat betrekking heeft op verontschuldigbare onbewustheid omtrent wederrechtelijkheid (van een handeling) als buitenwettelijke strafuitsluitingsgrond.

## Casus
Een motorrijder had een politieman (opperwachtmeester der Rijkspolitie) gevraagd of de getoonde papieren voldoende waren om met zijn nieuw gekochte Vittoria motorfiets te mogen rijden. Bij een controle in de grensstreek krijgt hij een bekeuring wegens het niet bezitten van een zogenaamd nationaliteitsbewijs, een papier dat verband hield met (betaling van) verschuldigde invoerrechten. De motorrijder verweerde zich bij de rechter, dat hij niet op de hoogte was van deze verplichting en dat hem daarvan geen verwijt kon worden gemaakt.

## Rechtsvraag
Is hier sprake van de strafuitsluitingsgrond afwezigheid van alle schuld(AVAS)? (Ja.)

## Procesgang
De opperwachtmeester is als getuige gehoord. De politierechter besloot tot ontslag van rechtsvervolging op grond van afwezigheid van alle schuld (AVAS). Dit vonnis is door het hof bevestigd. Het cassatieberoep van het Openbaar Ministerie en van de rijksadvocaat is verworpen.

### Politierechter
De politierechter overwoog:

dat aannemelijk is gemaakt dat verdachte na het gesprek met voormelde politieambtenaar in de veronderstelling heeft verkeerd dat hij thans veilig dat wil zeggen zonder het plegen van een overtreding met bedoeld motorrijtuig kon gaan rijden;

dat bij verdachte derhalve afwezigheid van alle schuld mag worden aangenomen (...)

### Hoge Raad
Na het gesprek met de politieambtenaar was verdachte in de veronderstelling dat hij alle vereiste papieren in zijn bezit had.
Verdachte hoefde niet zelf te vragen of hij een nationaliteitsbewijs nodig had.
Zo'n gedachte hoeft niet op te komen bij een verontschuldigbare onbewustheid van het verboden zijn van de handeling. Of in de woorden van de Hoge Raad:

dat (...) de gedachte om hiernaar [d.w.z. de eventuele noodzakelijkheid van een nationaliteitsbewijs] te vragen niet hoefde op te komen bij een verontschuldigbare onbewustheid van het verboden zijn der handeling, welke (...) bij requirant niet aanwezig kan zijn geweest als gevolg van het voormelde gesprek met den opperwachtmeester der Rijkspolitie (...)

## Relevantie
Met dit arrest is alle twijfel weggenomen dat de Hoge Raad verontschuldigbare onbewustheid omtrent de wederrechtelijkheid van een handeling aanvaardt als buitenwettelijke strafuitsluitingsgrond. Het arrest is een typisch voorbeeld dat in dit verband vaak wordt genoemd. Het gaat niet om een niet weten, maar om een niet beseffen. Het vooraf advies vragen aan een deskundige heeft vaker geleid tot een ontslag van rechtsvervolging (niet strafbaarheid van de dader) wegens AVAS. De straffeloosheid geldt alleen als iemand adviesinlichtingen heeft ingewonnen bij een dusdanig gezaghebbende bron, dat hij in redelijkheid op de deugdelijkheid van het advies mag vertrouwen. Bijvoorbeeld: een notaris, een commissaris van politie, de Rijksdienst voor het Wegverkeer, de Arbeidsinspectie.